# Nursultan Nazarbaev
Nursultan Abișevici Nazarbaev (în kazahă Nûrsûltan Äbîșûlâ Nazarbaev, cu alfabetul chirilic: Нұрсұлтан Әбішұлы Назарбаев, în rusă Нурсултан Абишевич Назарбаев, transliterat: Nursultan Abișevici Nazarbaev; n. 6 iulie 1940, Cemolgan⁠(d), Şamalğan auyldyq okrugı⁠(d), RSS Kazahă, URSS) este un om politic kazah, fost președinte al Kazahstanului de la căderea Uniunii Sovietice și independența țării din anul 1991 și până în 20 martie 2019, când și-a dat demisia.
În 1984 Nazarbaev a devenit conducătorul Consiliului de Miniștri, sub îndrumarea lui Dinmukhamed Kunayev, prim-secretar al Partidului Comunist din Kazakhstan. A fost prim-secretar al Partidului Comunist între anii 1989 și 1991. Deși în timpul erei sovietice avea viziuni ateiste, Nazarbaev a început să depună eforturi pentru a își scoate în evidență moștenirea musulmană, făcând un pelerinaj la Mecca și sprijinind renovările moscheilor. În același timp, însă, a impus reforme care au restricționat practicile religioase în vederea prevenirii terorismului și a extremismului religios în Kazahstan.

## Legături externe
- Roxana Pricop (11 aprilie 2011). „Cum și-a păstrat tronul Nazarbaev, lordul stepelor din Kazahstan, într-o lume unde petrolul nu îi mai apără pe lideri de revoluții”. Ziarul financiar.